# (16788) Alyssarose
(16788) Alyssarose est un astéroïde de la ceinture principale.

## Description
(16788) Alyssarose est un astéroïde de la ceinture principale. Il fut découvert le 3 janvier 1997 à Ōizumi par Takao Kobayashi. Il présente une orbite caractérisée par un demi-grand axe de 3,17 UA, une excentricité de 0,14 et une inclinaison de 2,4° par rapport à l'écliptique.

## Compléments